# Historicizem
Historicizem oziroma historizem (glede na ožji ali širši pomen tudi zgodovinarstvo oziroma zgodovinstvo) je miselna smer, ki trdi, da so znanje, miselni tokovi misli ali družbene vrednote povezani z ustreznimi zgodovinskimi razmerami. Njegovi zagovorniki dajejo prednost študiju razvoja tega znanja, misli ali vrednot, "ne pa tudi študiju lastne narave" . Ta pojem je prisoten v razpravah, ki se tičejo zgodovine filozofije. Tako gledanje ima poleg zagovornikov tudi oporečnike. Najbolj glasni med njimi so: Wilhelm Dilthey, Edmund Husserl, Ernst Troeltsch in Martin Heidegger, kakor tudi Karl Popper.

### Različni pomeni
Historicizem (Historismus  ali  Historicizmus  – tj. historizem ali historicizem) najprej označuje obdobje nemškega zgodovinopisja, ki ga utelešajo Ranke, Droysen in Meinecke , pa tudi gospodarstveniki oziroma ekonomisti, kot so Seznam, Hildebrand, Knies in Schmoller, ki prevladujejo v drugi polovici 19. stoletja. 
V želji, da bi zgodovino povzdignili na stopnjo stroge znanosti, ti avtorji zagovarjajo več skupnih načel: 
1. zgodovinar mora ugotoviti dejstva, kakršna so se zgodila, in dojeti preteklost v njeni edinstvenosti v primerjavi z drugimi obdobji, ne da bi pri tem dal vrednostno presojo;
2. vsak poskus sistematizacije je treba zavrniti v prid iskanju neposrednih vzrokov dogodkov.
3. Navdihnjeni z mislijo Herderja poudarjajo, da je treba razmišljati o vsakem obdobju zase in zavračajo vsako teleološko filozofijo zgodovine. To historicizem uporablja kot zgodovinsko metodo načela pozitivizma [4] .
4. Poleg tega, ker zavračajo univerzalizem klasične šole, menijo, da je za dosego znanja treba vsak nacionalni primer preučiti ločeno[5].

#### Cerkvena zgodovina in hagiografija
To bi konkretno pomenilo, da na primer ne moremo presojati obstoja suženjstva ali smrtne kazni, križarskih vojn ali inkvizicije z mentaliteto današnje dobe, ampak se moramo vživeti v takratni način mišljenja in delovanja. Drugače bi lahko bila naša presoja o tistem obdobju enostranska in celo krivična.
V skrajnem pomenu te besede zagospodari nad vsemi znanostmi zgodovina. Tako gledanje se je kazalo v Katoliški Cerkvi zlasti v času okrog Drugega vatikanskega koncila. Zahtevali so obstoj materialnih zgodovinskih virov; svetnike, pri katerih jih niso našli (dovolj), ali pa jih je ljudsko izročilo obogatilo z mnogimi legendami, so preprosto brisali iz bogoslužnega koledarja; med temi so bil nekateri znani in na splošno češčeni svetniki, kot na primer sveti Miklavž, sveti Jurij, sveti Blaž. Takemu historicizmu je nasprotoval zlasti cerkveni zgodovinar Maks Miklavčič, ki je poudarjal, da je mnogo zgodovinskih virov propadlo, in da je vsekakor treba upoštevati tudi ljudsko izročilo, kot to lahko opazimo v knjigi Leto svetnikov, ki sta jo pisala skupaj z Jožetom Dolencom.

#### »Vsako zgodovinsko obdobje je sveto«
Glede povezanosti zgodovine z Božjim poseganjem pa gre morda najdlje Ranke, ki trdi: 
| Nemški izvirnik: | Slovenski prevod: |
| --- | --- |
| »ln aller Geschichte wohnt, lebet, ist Gott zu erkennen. Jede Tat zeuget von ihm, jeder Augenblick prediget seinen Namen, am meisten aber der Zusammenhang der großen Geschichte. Er steht da wie eine heilige Hieroglyphe.« »Jede Epoche ist unmittelbar zu Gott, und ihr Wert beruht gar nicht auf dem, was aus ihr hervorgeht, sondern in ihrer Existenz selbst, in ihrem eigenen Selbst.« | »Bog prebiva, živi in ga je mogoče prepoznati v vsej zgodovini. Vsako dejanje priča zanj, vsak trenutek pridiga njegovo ime, predvsem pa v povezavi z veliko zgodovino. Tam stoji kot sveti hieroglif.« »Vsaka doba je v neposredni bližini Boga in njena vrednost ne temelji na tem, kar izhaja iz nje, ampak v samem njenem obstoju, v samem njenem bistvu.« |

### Stavbarski historicizem
Historicizem v arhitekturi je prinesel eklekticizem (izbiranje) in teži k iskanju narodnih korenin. To se kaže v različnih evropskih slogih, kot so nemški, bavarski, ruski, skandinavski avstrijski – v nasprotju do neoklasicizma. V širšem pomenu je prinesel v sodobno ustvarjanje vračanje k romaniki z neoromaniko, h gotiki z neogotiko, k renesansi z neorenesanso, k baroku z neobarokom... 
Nastopa v zgodovinskih obdobjih in deželnih stilih. V Avstriji sta ga zastopala zlasti oče in sin Heinrich in Max von Ferstel. Prvi se je izkazal pri gradnji najimenitnejših dunajskih palač, drugi pa tudi pri slovenskih načrtih npr. v Beltincih, v Turnišču in na Ptuju.